# Пентапразеодимтетрагерманий
Пентапразеодѝмтетрагерма́ний — бинарное неорганическое соединение, интерметаллид
соль празеодима и германия
с формулой Ge4Pr5,
кристаллы.

## Получение
- Сплавление стехиометрических количеств чистых веществ:

{\displaystyle {\mathsf {5Pr+4Ge\ {\xrightarrow {1430^{o}C}}\ Ge_{4}Pr_{5}}}}

## Физические свойства
Пентапразеодимтетрагерманий образует кристаллы ромбической сингонии, пространственная группа P nma, параметры ячейки a = 0,807 нм, b = 1,534 нм, c = 0,808 нм, Z = 4,
структура типа пентасамарийтетрагермания Ge4Sm5
.
Соединение образуется по перитектической реакции при температуре 1430 °C.
При температуре 25 К и 41 К в соединении происходят магнитные переходы.